# Салара (Кјети)
Салара (итал. Salara) је насеље у Италији у округу Кјети, региону Абруцо.
Према процени из 2011. у насељу је живело 338 становника. Насеље се налази на надморској висини од 13 м.